# Allan Jay
Allan Louis Neville Jay (30. června 1931 Londýn, Spojené království – 5. března 2023) byl australský a britský sportovní šermíř anglické národnosti, který kombinoval šerm kordem a fleretem. Vyrůstal v Austrálii. Británii reprezentoval od svého příchodu z Austrálie v padesátých a šedesátých letech. Na olympijských hrách startoval v roce 1952, 1956, 1960, 1964 a 1968 v soutěži jednotlivců a družstev v šermu kordem a fleretem. Na olympijských hrách 1956 byl členem britského družstva šavlistů. Svých největších úspěchů dosáhl na přelomu padesátých a šedesátých let. V roce 1959 se stal mistrem světa v soutěži jednotlivců v šermu fleretem a v roce 1960 vybojoval stříbrnou olympijskou medaili v šermu kordem v soutěži jednotlivců a v soutěži družstev.